# Giorno dell'eredità
Il giorno dell'eredità (in lingua afrikaans: erfenisdag) è una festa pubblica nazionale celebrata in Sudafrica il 24 settembre di ogni anno. In questo giorno, i sudafricani celebrano la propria cultura e la diversità delle credenze e tradizioni, nel contesto più ampio di una nazione che appartiene a tutto il suo popolo.
La ricorrenza viene anche conosciuta come giornata nazionale della braai (brace): la grigliata di carne è una tradizione molto popolare in Sudafrica, dove è considerata un'importante momento sociale.

## Storia
Nella provincia del KwaZulu-Natal la ricorrenza del 24 settembre era conosciuta come giorno di Shaka, in memoria del re zulu Shaka, che svolse un ruolo importante nell'unire i clan di Zulu in una nazione coesa. Ogni anno le persone si riuniscono nella tomba del re Shaka per onorarlo in questo giorno.
Durante la transizione democratica del paese, il governo sudafricano decise di istituire una festività civile in cui i cittadini sudafricani, di ogni gruppo di popolazione, avrebbero dovuto ricordare le proprie origini, affinché nessuno dimenticasse chi era e da dove veniva. In quel giorno tutti dovevano mantenere viva la propria storia e cultura. Il presidente Nelson Mandela, che aveva coniato l'espressione "nazione arcobaleno" per descrivere la diversità unica delle culture in Sudafrica, indicò che l’erfenisdag doveva essere una celebrazione di quella diversità. Il primo giorno dell'eredità venne celebrato il 24 settembre 1995.